# NASVA
La Agencia Nacional para la Seguridad Automovilística y la Asistencia a las Víctimas (en inglés: National agency for Automotive Safety & Victims’ Aid o NASVA; en japonés: 自動車事故対策機構, romanizado: Jidōsha jiko taisaku kikō) es un programa de seguridad automotriz fundado el año 1995 en Tokio, Japón.
La NASVA publica reportes de seguridad pasiva de vehículos nuevos basándose en su comportamiento en pruebas de impacto frontales y laterales. Además realiza otros test de seguridad activa como capacidad de frenado.